# Massimo D'Alema
Massimo D'Alema, italijanski politik in novinar, * 20. april 1949, Rim.
D'Alema je v svoji politični karieri bil: ministrski predsednik Italijanske republike (1998-2000), minister za zunanje zadeve Italijanske republike (2006-08) in predstavnik skrajne levice v italijanski politiki zadnjih desetletij.